# Prêmio TVyNovelas de 2007
25º Prêmio TVyNovelas

Novela: 

La Fea Más Bella
Atriz: 

Angélica Vale
Ator: 

Eduardo Yáñez
O Prêmio TVyNovelas 2007 foi a 25ª edição do Prêmio TVyNovelas, prêmio entregue pela revista homônima aos melhores artistas e produções da televisão mexicana referente ao ano de 2006. O evento ocorreu no dia 12 de Maio de 2007 em Acapulco. Foi transmitido pela emissora mexicana Canal de las Estrellas e apresentado pela atriz e cantora Lucero. Os vencedores estão em negrito.